# Owen Gray
Owen Gray (* 5. Juli 1939 in Saint Mary Parish; † 20. Juli 2025 in London) war ein jamaikanischer Sänger des Rhythm & Blues, Ska, Rocksteady und Reggae. Gray besuchte die berühmte Alpha Boys’ School und gilt als Jamaikas erster Star.

## Werdegang

### Jamaika
Owen Gray wurde 1939 auf der Nordseite Jamaikas geboren. Er war das älteste von sechs Kindern in einer streng katholischen Familie. Nachdem seine Familie nach Kingston umgezogen war, wuchs er in Trenchtown auf und lernte auf Betreiben seiner Großmutter im Kirchenchor singen und Klavierspielen. Im Alter von neun Jahren gewann er die erste Talentshow. Seine Musikalität qualifizierte ihn für die Alpha Boys’ School, die er von 1953 bis 1957 für 3,5 Jahre besuchte. Nach dem Schulabschluss arbeitete er als Buchbinder und Drucker.
Wie viele Jamaikaner hörte er US-amerikanische Radiosender und begeisterte sich für die R&B-Hits im New-Orleans-Sound von Fats Domino, Smiley Lewis und Lloyd Price. Gray befreundete sich mit Wilfred „Jackie“ Edwards (der 1965 Keep on Running für die Spencer Davis Group schrieb). Sie komponierten gemeinsam und halfen sich gegenseitig bei Auftritten. 1957 hatte Gray einen Auftritt in der Vere Johns Opportunity Hour, was zu einer Aufnahmesession für Hi-Lite Records führte. Who Saw the Lightening Flash Across the Way war die erste R&B-Single aus Jamaika, aufgenommen im Studio von Federal Records, gesungen im landestypischen Akzent.
Für Chris Blackwells Label R&B Records nahm Gray 1959 die Singles Far Love / Please Let Me Go und Patricia auf, die ihn sowohl auf Jamaika als auch in England bekanntmachten. 1961 folgte mit der Langspielplatte Owen Gray Sings das erste Soloalbum eines jamaikanischen Künstlers. Das Album wurde von Blackwell mit Sessionmusikern wie Roland Alphonso und Ernest Ranglin in den RJR-Studios für Island Records produziert.

### Europa
Sein Bruder berichtete ihm 1962, dass einige seiner Singles in England ohne sein Wissen bei Blue Beat Records veröffentlicht worden waren. Innerhalb weniger Monate übersiedelte Gray ins Vereinigte Königreich, wo er im Marquee Club mehrmals mit anderen Soulgrößen wie Ben E. King oder Wilson Pickett auftrat. 1964 ging er auf Europatournee, 1965 zog er nach Paris.
Mit dem Aufkommen des Rocksteady 1966 nahm er 13 Singles für Clancy Collins Label Downbeat auf. Ende der Sechzigerjahre kehrte Gray nach England zurück und formte die Begleitband The Rudies, aus der die Reggaeband Greyhound hervorging. Er arbeitete mit Pama Records und Trojan Records zusammen, bevor er 1973 zu Island Records zurückkehrte. Auf Blackwells Geheiß nahm Gray in New Orleans ein von Allen Toussaint produziertes Soul-Album auf, das aber nie erschienen ist. Für Bunny Lee nahm er 1975 Natty Bongo auf.

## Auszeichnungen und Tod
Für seine Verdienste um die heimische Kultur erhielt Owen Gray 2023 von der jamaikanischen Regierung den Order of Distinction. Aus gesundheitlichen Gründen konnte er nicht bei der Verleihung in Kingston anwesend sein, darum bekam er die Auszeichnung im Jahr darauf in London überreicht.
Owen Gray starb im Juli 2025 im Alter von 86 Jahren in London.

## Diskografie (Auswahl)

### Singles
- 1959: Far Love / Please Let Me Go (R&B/Island)
- 1960: On The Beach / Young Lover von Owen Gray & the Coxsonairs (Cariboo)
- 1961: Hully Gully Dance / Milk Lane Hop (Coxsone)
- 1962: Pretty Girl / Twist So Fine (Blue Beat Records)
- 1962: Twist Baby / Patricia (Beverley’s/Island)
- 1973: Tumblin’ Dice (Blue Mountain)
- 1974: Jealous Guy (Island)
- 1975: Natty Bongo (Justice/Jackpot/Trojan)

### Alben
- 1961: Owen Gray Sings (Starlite/Island)
- 1969: Cupid (Melodisc)
- 1969: Reggae with Soul (Trojan, TTL24)
- 1975: Forward on the Scene (Total Sounds/Third World)
- 1977: Fire and Bullets (Trojan)
- 1977: Turning Point (Venture)
- 1984: Max Romeo Meets Owen Gray at King Tubby’s Studio (Culture Press/Vista Sounds)
- 1994: Sly & Robbie Presents Owen Gray on Top (Rhino)

### Kompilationen
- 1998: Hit after Hit after Hit (First Edition)
- 2004: Shook, Shimmy and Shake: The Anthology (Trojan)
- 2020: Jamaica’s First Homegrown Star (Burning Sounds)